# Distribución de Boltzmann

Probabilidad de ocupación que sigue la distribución de Boltzmann y que depende de la diferencia de energía y temperatura

En mecánica estadística y matemáticas, una distribución de Boltzmann (también llamado distribución de Gibbs) es una distribución de probabilidad, medida de probabilidad, o frecuencia de distribución de partículas en un sistema a través de varios estados posibles. La distribución se expresa en la forma:
{\displaystyle F({\rm {estado}})\propto e^{-{\frac {E}{kT}}}}
Donde E es la energía del estado (que varía de un estado a otro), y kT (una constante de la distribución) es el producto de la constante de Boltzmann y la temperatura termodinámica.
En la mecánica estadística, la distribución de Boltzman es una distribución de probabilidad que da la probabilidad de que un sistema estará en un estado seguro como una función de la energía de ese estado y la temperatura del sistema. Se da como:
{\displaystyle p_{i}={\frac {e^{-{\varepsilon }_{i}/kT}}{\sum _{j=1}^{M}{e^{-{\varepsilon }_{j}/kT}}}}}
Donde pi es la probabilidad del estado i, εi la energía del estado i, k la constante de Boltzmann, T la temperatura del sistema y M es el número de estados accesibles al sistema. La suma es sobre todos los estados accesibles a el sistema de interés. El término sistema de aquí tiene un significado muy amplio; que puede variar desde un simple átomo hasta un sistema macroscópico como un tanque de almacenamiento de gas natural. Debido a esto la distribución de Boltzmann se puede utilizar para resolver una amplia variedad de problemas. La distribución muestra que los estados con la energía más baja siempre tendrá una probabilidad más alta de estar ocupado que los estados con energía más alta.

La proporción de una distribución de Boltzmann calculada para dos estados se conoce como el factor de Boltzmann  y característicamente solo depende de la diferencia de energía de los estados.
{\displaystyle {\frac {F({\rm {estado_{1}}})}{F({\rm {estado_{2}}})}}=e^{\frac {E_{1}-E_{2}}{kT}}}
Se le da el nombre de distribución de Boltzmann por Ludwig Boltzmann, quien formuló por primera vez en 1868 durante sus estudios de la mecánica estadística de gases en equilibrio térmico. La distribución fue posteriormente investigada ampliamente, en su forma moderna, por Josiah Willard Gibbs en 1902.:Ch.IV
La distribución de Boltzman no debe confundirse con la estadística de Maxwell-Boltzmann. El primero da la probabilidad de que un sistema estará en un estado determinado como una función de la energía de ese estado. Cuando se aplica a partículas como átomos o moléculas, que muestra la distribución de partículas sobre los estados de energía. La estadística de Maxwell-Boltzmann se utiliza para describir las velocidades de las partículas en los gases idealizados.

## La distribución
La distribución de Boltzmann es una distribución de probabilidad que da la probabilidad de un cierto estado este como una función de la energía y la temperatura del sistema al que se aplica la distribución de ese estado. Se da como:
{\displaystyle p_{i}={\frac {e^{-{\varepsilon }_{i}/kT}}{\sum _{i=1}^{M}{e^{-{\varepsilon }_{i}/kT}}}}}
Donde pi es la probabilidad del estado i, εi la energía de estado i, k la constante de Boltzmann, T la temperatura del sistema y M es el número de todos los estados accesibles al sistema. La suma es sobre todos los estados accesibles a el sistema de interés. El denominador en la ecuación anterior también se conoce como la función de partición canónica, comúnmente representado por Q (o por algunos autores como Z).
{\displaystyle Q={\sum _{i=1}^{M}{e^{-{\varepsilon }_{i}/kT}}}}
Por lo tanto, la distribución de Boltzman también se puede escribir como:
{\displaystyle p_{i}={\frac {1}{Q}}{e^{-{\varepsilon }_{i}/kT}}}
La función de partición se puede calcular si conocemos las energías de los niveles accesibles al sistema de interés. Para átomos los valores de la función de partición se pueden encontrar en la base de datos NIST Atómicos Spectra.
La distribución muestra que los estados con menor energía siempre tendrán una mayor probabilidad de estar ocupados que los estados con mayor energía. También nos puede dar la relación cuantitativa entre las probabilidades de los dos estados que están ocupados. La relación de las probabilidades de los estados i y j está dado como:
{\displaystyle {\frac {p_{i}}{p_{j}}}=e^{({\varepsilon }_{j}-{\varepsilon }_{i})/kT}}
Donde pi es la probabilidad del estado i, pj la probabilidad del estado j, y εi y εi son las energías de los estados i y j, respectivamente.
La distribución es a menudo utilizada para describir la distribución de partículas, como átomos o moléculas, sobre los estados de energía accesibles a ellos. Si tenemos un sistema compuesto de muchas partículas, la probabilidad de que una partícula esté en el estado i es prácticamente la probabilidad de que, si elegimos una partícula al azar de ese sistema y comprobáramos en que estado se encuentra, nos encontraremos que se está en el estado i. Esta probabilidad es igual al número de partículas en el estado i dividió por el número total de partículas en el sistema, es decir la fracción de partículas que ocupan el estado i.
{\displaystyle p_{i}={\frac {N_{i}}{N}}}
Donde Ni es el número de partículas en el estado i y N es el número total de partículas en el sistema. Podemos utilizar la distribución de Boltzmann para encontrar esta probabilidad que es, como hemos visto, iguales a la fracción de partículas que se encuentran en el estado i. Así, que la ecuación que da la fracción de partículas en el estado i como una función de la energía de ese estado es
{\displaystyle {\frac {N_{i}}{N}}={\frac {e^{-{\varepsilon }_{i}/kT}}{\sum _{i=1}^{M}{e^{-{\varepsilon }_{i}/kT}}}}}
Esta ecuación es de gran importancia para la espectroscopia. En espectroscopia observamos una línea espectral si átomos o moléculas que estamos interesados van de un estado a otro. Para que esto sea posible, debe haber algunas partículas en el primer estado que se someten a la transición. Podemos encontrar que esta condición se cumple mediante la búsqueda de la fracción de partículas en el primar estado. Si es insignificante, la transición es muy probable que no se observe en la temperatura para la cual se realiza el cálculo. En general, una mayor fracción de las moléculas en el primer estado significa un número mayor de transiciones en el segundo estado. Esto da una línea espectral más fuerte. sin embargo, hay otros factores que influyen en la intensidad de una línea espectral, como si es causado por una transición prohibida.

## En inteligencia artificial
La distribución de Boltzmann es una distribución de probabilidad que se utiliza en el ámbito de la inteligencia artificial para modelar sistemas estocásticos y aprender distribuciones de probabilidad a partir de datos.
En el contexto de la inteligencia artificial, un sistema estocástico es un sistema que se caracteriza por tener un comportamiento aleatorio o incierto. Por ejemplo, un sistema de aprendizaje automático puede ser considerado un sistema estocástico si utiliza datos aleatorios para aprender y hacer predicciones.
La distribución de Boltzmann se basa en el principio de máxima entropía, que establece que, en un sistema termodinámico en equilibrio térmico, la distribución de probabilidad de los estados o configuraciones del sistema es la que maximiza la entropía. Esto se debe a que, en un sistema en equilibrio térmico, la energía está distribuida de manera uniforme entre todos los estados o configuraciones posibles, lo que maximiza la entropía.
En el ámbito de la inteligencia artificial, la distribución de Boltzmann se utiliza a menudo para modelar distribuciones de probabilidad a partir de datos utilizando modelos como las máquinas de Boltzmann y las redes neuronales estocásticas. Estos modelos utilizan un conjunto de neuronas ocultas llamadas "unidades de Boltzmann" para modelar la distribución de probabilidad de los datos.
Además, la distribución de Boltzmann se utiliza en la inferencia estocástica, que es el proceso de estimar la distribución de probabilidad de una variable oculta a partir de un conjunto de observaciones. Esto se puede hacer utilizando algoritmos como la inferencia de Gibbs, que utiliza la distribución de Boltzmann para calcular la probabilidad de cada posible valor de la variable oculta.
La distribución de Boltzmann se puede expresar matemáticamente como:
{\displaystyle {P(E)}={\frac {1}{Z}}e^{\frac {-E}{kT}}}
Donde P(E) es la probabilidad de encontrar el sistema en el estado con energía E, Z es la función de partición de estados, k es la constante de Boltzmann, T es la temperatura y e es la base del logaritmo natural.
En general, la distribución de Boltzmann es una herramienta importante en el ámbito de la inteligencia artificial debido a su capacidad para modelar distribuciones de probabilidad complejas y a su utilidad en el análisis de sistemas estocásticos. También es útil para aprender distribuciones de probabilidad a partir de datos y para realizar inferencia estocástica.

## En la mecánica estadística
El la distribución de Boltzmann aparece en la mecánica estadística cuando se examinan los sistemas aislados (o casi-aislados) de composición fija que se encuentran en equilibrio térmico (equilibrio con respecto al intercambio de energía). El caso más general es la distribución de probabilidad para el conjunto canónico, pero también algunos casos especiales (derivable del ensamble canónico) también muestran la distribución de boltzman en diferentes aspectos:
Conjunto Canónico (caso general)
El Conjunto canónico da las probabilidades de los diferentes estados posibles de un sistema aislado de composición fija, en equilibrio térmico con un baño de calor. El conjunto canónico es una distribución de probabilidad con la forma de Boltzmann.
Frecuencias Estadísticas de los Estados en Subsistemas (en una colección que no interactúan)
Cuando el sistema de interés es una colección de muchas copias que no interctúan de un subsistema más pequeño, es a veces útil de encontrar la frecuencia estadística de un estado de subsistema dado, entre la colección. El conjunto canónico tiene la propiedad de separabilidad cuando se aplicado a una de las tales colecciones: mientras los subsistemas que interaccionan no ha fijado composición, entonces cada subsistema estatal es independiente del otros y es también caracterizado por un ensamble canónico. Como resultado, la distribución de frecuencia estadística esperada de estados de subsistema tiene el Boltzmann forma.
Maxwell–Boltzmann estadística de gases clásicos (sistemas de partículas de no interaccionar)
En sistemas de partícula, muchas partículas comparten el mismo espaciales y regularmente sitios de cambio con cada otro; el solo-partícula espacio estatal ocupan es un espacio compartido. Maxwell–Boltzmann las estadísticas dan el número esperado de las partículas encontradas en un dados estado de partícula sola, en un gas clásico de partículas de no interaccionar en equilibrio. Esto distribución de número esperado tiene el Boltzmann forma.
A pesar de que estos casos tienen similitudes, es útil distinguirlos, ya que generalizan de manera diferente cuando se cambian las suposiciones cruciales:
- Cuando un sistema está en equilibrio termodinámico con respecto tanto a intercambio de energía y el intercambio de partículas, el requisito de la composición fija es relajado y se obtiene un gran conjunto canónico en lugar de un conjunto canónico. Por otro lado, si la composición y la energía se fijan, a continuación, un conjunto micro canónico se aplica en su lugar.
- Si los subsistemas dentro de una colección interactúan entre sí, entonces las frecuencias esperadas de los estados de subsistemas ya no siguen una distribución de Boltzman, e incluso pueden no tener una solución analítica.[8] El conjunto canónico sin embargo todavía se puede aplicar a los estados colectivos de toso el sistema considerando como un todo, considerando que todo el sistema es aislado y en equilibrio térmico
- Con los gases cuánticos de partículas que no interactúan en equilibrio, el número de partículas que se encuentran en un estado de una partícula dada no sigue la estadística de Maxwell-Boltzman, y no existe una simple forma cerrada para los gases cuánticos en el conjunto Canónico. En el gran conjunto canónico las estadísticas de llenado de estado de gases cuánticos son descritos por la estadística de Fermi–Dirac estadística o la Estadística de Bose-Einstein dependiendo de si las partículas son fermiones o bosones respectivamente.

## En matemáticas
En el ámbito de matemáticas más general, la distribución de Boltzmann es también conocida como la medida de Gibbs. En estadística y aprendizaje automático se llama un registro-modelo lineal. En aprendizaje profundo, la distribución de Boltzmann es utilizada en la distribución muestral de las redes neuronales estocásticas tales como: las máquinas de Boltzmann, Máquinas de Boltzmann restringidas y Máquinas de Boltzmann profundas.

## En economía
La distribución de Boltzman se puede introducir para asignar permisos en el comercio de emisiones. El nuevo método de asignación mediante la distribución de Boltzman puede describirse como la más probable, natural y no sesgada distribución de los permisos de emisión entre varios países. Simple y versátil, este nuevo método tiene potencial para muchas aplicaciones económicas y ambientales.